# HD 20781
HD 20781 é uma estrela que é parte de um amplo sistema binário com HD 20782. Ambas as estrelas possuem seus próprios sistemas planetários em órbitas tipo S. Esta é a primeira vez que planetas foram encontrados em ambas os componentes de um amplo sistema binário.